# Magali Nachtergael
Magali Nachtergael née en 1978, à Ixelles est une critique d'art et commissaire d'exposition. Elle vit et travaille en France.

## Biographie
En 2008, Magali Nachtergael soutient la thèse Esthétique des mythologies individuelles : le dispositif photographique de Nadja à Sophie Calle, à Paris 7. Elle est publiée en 2012.
De 2010 à 2020, elle est maîtresse de conférences en littérature, culture et arts contemporains à l’Université Sorbonne-Paris-Nord. En 2021, elle est professeure en littérature, théorie critique et arts visuels contemporains à l’Université-Bordeaux-Montaigne.
En 2015, elle réalise un cycle d'expositions sur l'écrivain Roland Barthes, dans le cadre du centenaire de sa naissance. Elle choisit des œuvres d'artistes contemporains qui font écho à la pensée de Barthes.
En 2016, dans le cadre de l’Année France-Corée, elle est commissaire avec Pascal Beausse et Claire Jacquet pour l'exposition The Family of the Invisibles, qui a se déroule à Séoul.
En 2019, elle réalise avec Anne Reverseau, l'exposition Cartes postales. Nouvelles d’un monde rêvé, pour le musée de l'Arles antique. Les deux commissaires confrontent leur regard et leurs gestes d'artistes pour proposer une anthropologie visuelle.
En 2023, elle publie Quelles histoires s'écrivent dans les musées ?. Dans cet ouvrage, elle décrit le rôle nouveau des musées qui est d'écrire un récit d'une histoire collective avec des paroles singulières. Il s'agit de multiplier les points de vue, décoloniser le discours,.
En 2024, elle publie Soccer moms : chroniques d'une femme au bord d'un terrain de foot. Elle raconte sa rencontre avec le football amateur en accompagnant son fils à l'entraînement et au matchs.

## Publications
- Les mythologies individuelles : récit de soi et photographie au 20e siècle, Amsterdam, Rodopi, 2012, 285 p. (ISBN 9789042034839)
- Roland Barthes contemporain, Paris, Max Milo, 2015 (ISBN 978-2-315-00624-3)
- Poet against the machine : une histoire technopolitique de la littérature, Marseille, le Mot et le reste, 2020 (ISBN 978-2-36139-607-7)

- Quelles histoires s'écrivent dans les musées ?, Mkf, 2023, 172 p. (ISBN 9791092305975)

- Soccer moms : chroniques d'une femme au bord d'un terrain de foot, Marseille, le Mot et le reste, 2024, 141 p. (ISBN 978-2-38431-361-7)

## Expositions
- Lumières de Roland Barthes, Frac Aquitaine, Bordeaux, 2015
- Lunettes noires et chambre claire, Centre d’art image, Orthez, 2015
- The Family of the Invisibles, Musée d'art de Séoul (en), Séoul, 2016
- Cartes postales. Nouvelles d’un monde rêvé, Musée départemental Arles Antique, 2019